# Lotten d'Ailly
Kristina Charlotta (Lotten) Augusta d'Ailly, född Blum 22 maj 1821 i Björneborg, död 8 maj 1905 i Stockholm, var en svensk miniatyrmålare.
Lotten d'Ailly var på sin tid en mycket uppskattad miniatyrmålare och hon tilldelades en prisbelöning när hon medverkade vid Världsutställningen 1873 i Wien. I Sverige medverkade hon i utställningar med Föreningen Svenska Konstnärinnor. Bland hennes miniatyrer märks porträtten av Ulrika von Fersen, Augusta Mörner och Charlotta Blum.
Hon var dotter till överste Mikael Adolf Blum och Charlotta Sofia Ulrika Mörner af Morlanda samt från 1850 gift med överste Johan Christian August d'Ailly. De blev föräldrar till Adolf d'Ailly. Makarna vilar på Galärvarvskyrkogården.